# Directo Hasta Arriba
Directo Hasta Arriba is het debuutalbum van de Mexicaanse rapper Dharius. RCA Records en Sony Music brachten het in 9 december 2014 uit op cd en als download.

## Tracks
1. "Estilo Malandro" - 3:33
2. "La Raja" - 3:46
3. "Internacional" - 3:51
4. "Homicidha" (met Revel Day, Billy Kent en Alkhol) - 3:46
5. "Serenata Rap" - 3:27
6. "Lirica Onirica" - 3:16
7. "Directo Hasta Arriba" - 3:13
8. "Que Buen Fieston" - 2:50
9. "El After Porky" - 3:44
10. "La Vidha Loca" (met Psycho Realm Sick Jacken) - 3:22
11. "Por Alla Los Washo" - 4:10